# محطة الدوحة الغربية
محطة الدوحة الغربية لتوليد الطاقة الكهربائية وتقطير المياه تقع هذه المحطة بجوار محطة الدوحة الشرقية من الجهة الغربية على الساحل الشمالي وبها 8 وحدات بخارية تنتج كل وحدة 300 ميجاواط بالساعة وبها 16 مقطرة تنتج كل وحدة 6 مليون جالون إمبراطوري باليوم.